# Requiem (álbum de John 5)
Requiem es el cuarto álbum del guitarrista estadounidense John 5, publicado el 3 de julio de 2008 por el sello 60 Cycle Hum.

## Recepción
El álbum recibió generalmente calificaciones positivas, con un 3/5 en Sputnik Music y un 10/10 en FPM102, la calificación más alta que ese sitio ha dado a un álbum de heavy metal.

## Canciones
| N.º | Título                 | Duración |  |
| 1.  | «Sounds of Impalement» | 4:17     |  |
| 2.  | «Heretic's Fork»       | 3:51     |  |
| 3.  | «Noisemaker's Fife»    | 5:23     |  |
| 4.  | «Pity Belt»            | 1:36     |  |
| 5.  | «Cleansing the Soul»   | 5:40     |  |
| 6.  | «The Judas Cradle»     | 4:24     |  |
| 7.  | «Pear of Anquish»      | 1:01     |  |
| 8.  | «The Lead Sprinkler»   | 5:35     |  |
| 9.  | «Scavenger's Daughter» | 6:46     |  |
| 10. | «Requiem»              | 4:27     |  |

## Créditos
- John 5 - guitarra, bajo
- Tommy Clufetos - batería
- Chris Baseford - producción